# Alex Rocco
Alex Rocco, rodným jménem Alessandro Federico Petricone Jr. (29. února 1936 Cambridge, Massachusetts – 18. července 2015 Los Angeles, Kalifornie), byl americký herec italského původu. Nejčastěji vystupoval v rolích padouchů a známý je například díky roli Moa Greena ve filmu Kmotr (1972). Za svůj život byl třikrát ženatý, měl čtyři děti a zemřel na karcinom pankreatu. Vyznával bahaismus.

## Životopis
Alessandro Federico Petricone Jr. se narodil 29. února 1936 do rodiny italských přistěhovalců Mary (rozené DiBiase) a Alessandra Sama Petricona, kteří do Spojených států přišli z města Gaeta. Dětství prožil v Somerville.

### Působení v mafii
Americký mafián, který později vstoupil do ochrany svědků a napsal o mafii několik knih, Vincent Teresa, potvrdil, že Rocco byl členem bostonského gangu Winter Hill. Když se roku 1961, kdy probíhala bostonsko-irská gangová válka, účastnil se svojí tehdejší přítelkyní oslav Dne práce, urazil jeho partnerku člen irského gangu The McLaughlin Brothers jménem Georgie McLaughlin, načež se strhla rvačka. I tenhle incident průběh války ovlivnil a přestože bostonská rodina vyhrála, pro Petricona to nebylo příliš slavné vítězství: společně s vůdcem gangu Jamesem „Buddym“ McLeanem byl zadržen k výslechu kvůli vraždě leadra konkurenčního gangu Bernarda „Bernieho“ McLaughlina. O zatčení Alessandra Petricona, známého jako „Bobo“, napsal i americký novinář a hlasatel v rádiu Howie Carr, který se o bostonské podsvětí zajímal. Nakonec byl propuštěn a krátce na to opustil Boston. Tam se po dlouhé době vrátil až roku 1972, již jako Alex Rocco, kdy hrál ve filmu Přátelé Eddieho Coylea. Pro hlavního herce Roberta Mitchuma, který ztvárnil Eddieho Coyela, tehdy sjednal setkání s některými irsko-americkými gangstery, aby mu pomohl více se vcítit do role. Také ho seznámil s bossem Winter Hill Howiem Winterem.

### Manželství a soukromý život
Pravděpodobně ještě před stěhování do Kalifornie se oženil s Grace Petriconovou, která mu porodila dceru Maryann.
Roku 1962 se přesunul do Kalifornie, kde začal používat nové jméno Alex Rocco. Také začal vyznávat bahaismus. Živil se jako barman v Santa Monice a chodil na lekce herectví Leonarda Nimoye. Ten Roccovi doporučil, aby začal chodil i na lekce mluveného projevu kvůli silnému bostonskému přízvuku.
Roku 1964 si po šestitýdenní známosti vzal Sandru Elaine Rocco (1942–2002), rozenou Garrettovou. Adoptoval jejího syna Marca Kinga (1962–2009), který se později jako Marc Rocco objevil například ve filmu Vražda prvního stupně. Z tohoto manželství se narodily dvě děti: dcera Jennifer a syn Lucien.
Necelý rok po narození prvního vnoučete, Anthonyho Dominica Alessandra (syn dcery Jennifer), zemřela v roce 2002 jako devětapadesátiletá Roccova manželka Sandra. Příčinou byla rakovina. O tři roky později, 15. října 2005, se Rocco oženil znovu a naposledy, tentokrát s Shannon Wilcoxovou. Manželství ukončila až jeho smrt.
Alex Rocco zemřel 18. července 2015 ve svém domě ve Studio City v Los Angeles. Bylo mu 79 let a důvodem byl karcinom pankreatu. Jeho smrt oznámila na svém facebookovém profilu dcera Jennifer.

## Kariéra
Roku 1965 získal Alex Rocco svoji první filmovou roli: jednalo se o postavu Corryho Maddoxe ve snímku Motor Psycho režiséra Russe Meyera. Následovalo mnoho vedlejších rolí v různých filmech i seriálech, například postava Diamonda v Masakru na svatého Valentýna (1967) nebo detektiv v Bostonském případu (1968), kde ani nebylo jeho jméno uvedeno. Roku 1972 získal roli i ve filmu Kmotr, vytvořeném za základě knihy Maria Puzi. Tam chtěl původně získat roli Itala, když ho ale režisér Francis Ford Coppola uviděl, řekl: „Mám svého Žida!“ Narážel tím na postavu Moa Greeneho, majitele kasina v Las Vegas a Žida. Ačkoliv Rocco původně roli odmítal s tím, že by ji neuměl správně zahrál, nakonec ji vzal. Také měl velké množství seriálových rolí, většinou na pár epizod.
Roku 1989 hrál postavu hledače talentů Ala Flosse v americkém sitcomu od televize CBS The Famous Teddy Z (v hlavní roli Jon Cryer). Za tuto roli získal o rok později cenu Emmy pro nejlepšího herce ve vedlejší roli v komediálním seriálu. Během své děkovné řeči děkoval Bahá'u'lláhovi, zakladateli bahaismu. Roku 1997 se objevil i v televizním seriálu Kutil Tim jako Irv Schmayman.
Svoji první roli jakožto dabéra získal roku 1990 v animovaném seriálu Simpsonovi, kdy ve třech epizodách daboval Rogera Meyerse Jr. Následně tu samou roli získal i o sedm let později v díle Představují se Itchy, Scratchy a Poochie (osmá řada). Roku 1999 získal další hlasovou roli, tentokrát v Griffinovi, což se opakovalo i roku 2001. Jeden milion amerických dolarů získal za hlasovou roli v Životě brouka, vytvořeném studiem Pixar.
Roku 2006 získal roli ve filmu Dokažte mi vinu, v hlavní roli s Vinem Dieselem. Ještě toho roku hrál i ve snímku Sejmi eso a o šest let později účinkoval jako Arthur Evans ve čtyřech epizodách Města divů.

## Filmografie
| Rok  | Název                       | Role                  | Poznámky     |
| ---- | --------------------------- | --------------------- | ------------ |
| 1965 | Motor Psycho                | Cory Maddox           |              |
| 1967 | Masakr na svatého Valentýna | Diamond               |              |
| 1968 | Bostonský případ            | Detektiv #10          | nekreditován |
| 1972 | Kmotr                       | Moe Greene            |              |
| 1973 | Přátelé Eddieho Coylea      | Jimmy Scalise         |              |
| 1974 | Three the Hard Way          | Di Nisco              |              |
| 1980 | V roli kaskadéra            | Policista Jake        |              |
| 1980 | Herbie a poklad Inků        | Quinn                 |              |
| 1981 | Nikdo není dokonalý         | Boss                  |              |
| 1982 | Bytost                      | Jerry Anderson        |              |
| 1984 | Velká závod 2               | Tony                  |              |
| 1985 | Stick                       | Firestone             |              |
| 1985 | Dostanu tě!                 | Al                    |              |
| 1987 | Vyšší škola strachu         | Harry Sleerik         |              |
| 1987 | Dáma v bílém                | Angelo "Al" Scarlatti |              |
| 1989 | Sni svůj krátký sen         | Gus Keller            |              |
| 1991 | Papežem proti své vůli      | Kardinál Rocco        |              |
| 1992 | Boris a Nataša              | Sheldon Kaufman       |              |
| 1994 | Let holubice                | Bartender             |              |
| 1995 | Chyťte ho!                  | Jimmy Cap             | nekreditován |
| 1996 | To je náš hit!              | Sol Siler             |              |
| 1997 | Prostě piš                  | Pan McMurphy          |              |
| 1998 | Život brouka                | Thorny                | hlasová role |
| 1998 | Sbohem lásko                | Detektiv Crowley      |              |
| 1999 | Drsňák Dudley               | šéf                   |              |
| 2001 | Svatby podle Mary           | Salvatore Fiore       |              |
| 2003 | Job                         | Vernon Cray           |              |
| 2005 | Šílená láska                | Strýc Cort            |              |
| 2006 | Sejmi eso                   | Serna                 |              |
| 2006 | Dokažte mi vinu             | Nick Calabrese        |              |
| 2009 | Ready or Not                | Don Julio             |              |
| 2011 | Batman: Rok jedna           | Carmine Falcone       | hlasová role |